# Арисава, Таканори
Таканори Арисава (яп. 有澤 孝紀 Арисава Таканори, 2 апреля 1951, Токио, Япония — 26 ноября 2005, Ота, Япония) — японский композитор и аранжировщик, наиболее известный своими работами для аниме-сериалов «Сейлор Мун» и Digimon.

## Биография
Арисава начал учиться игре на фортепиано, когда ему было 20 лет, а в 22 года поступил в колледж Сендзоку Гакуэн, который в итоге окончил со степенью по композиции и оркестровой музыке. Он изучал джазовую и поп-аранжировку у аранжировщика Норио Маэды.
В 1980 году песня Арисавы «Shinjuku Transfer» была записана хоровой группой SOAP для Epic/Sony Records. В следующем году группа выпустила полноценный альбом Harmotopia, который получил награду New Composer Incentive Award на Токийском музыкальном фестивале 1981 года. Группа распалась в 1982 году, но альбом был переиздан в 1993 году.
В 1980-е годы Арисава работал композитором и аранжировщиком в Tokyo Broadcasting System и писал музыку для телевизионных рекламных роликов, в том числе для рекламы Coca-Cola. Он также написал музыку для различных телевизионных дорам и выпустил сингл «Takeoff of Love» к празднованию 30-летия Japan Airlines. Позже он был музыкальным руководителем сериала NHK «Давайте изучать английский!».
В 1993 году получил гран-при Золотой диск от Columbia Records в качестве композитора «Сейлор Мун». Он продолжал сочинять музыку для аниме-сериала, а также для нескольких видеоигр и некоторых мюзиклов. В 1998, 2000 и 2001 годах он получил международную премию JASRAC за наибольшее количество международных гонораров, во многом благодаря популярности «Сейлор Мун» в других странах.
Арисава признался, что вдохновлялся саундтреком телесериала «Ангелы Чарли», когда писал музыку для «Сейлор Мун». Он часто использовал символизм при написании тем для конкретных персонажей, заимствуя тематические элементы из разных жанров и из других стран. По мере развития сериала его саундтрек менялся от поп-музыки к более классическим аранжировкам, чтобы показать, как главный герой прошел через болезненные переживания и вырос как личность.
В 2005 году его саундтрек к «Сейлор Мун» был использован в фильме Стивена Спилберга «Война миров», вышедшем в прокат 29 июня. Сам Арисава скончался уже 26 ноября от рака мочевого пузыря.